# 奧林 (北卡羅萊納州)
奧林（英語：Olin）是位於美國北卡羅萊納州艾爾代爾縣的非建制地區。

## 歷史
奧林的郵局自1856年營運至今。

## 地理
奧林所處的海拔為高於海平面278米（即912英呎），而該地所採用的時區為UTC-5，即北美东部时区（EST）。同時該地設有夏令時間，為UTC-5調快一小時，即UTC-4（EDT）。